# Piège photographique

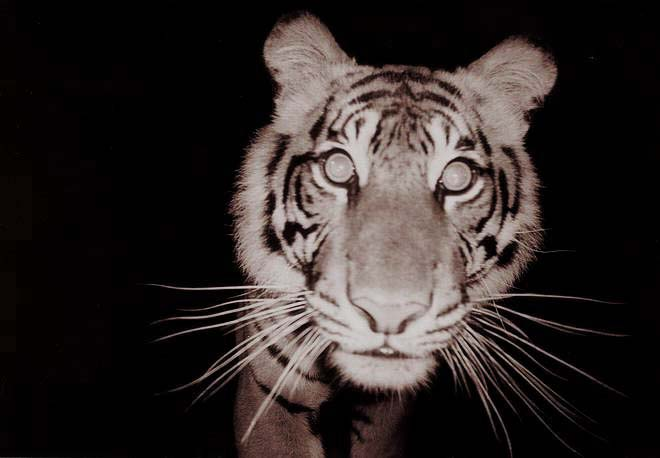
Un tigre de Sumatra autophotographié. Cet individu a détruit trois systèmes de piège photographique avant d'être enfin photographié.

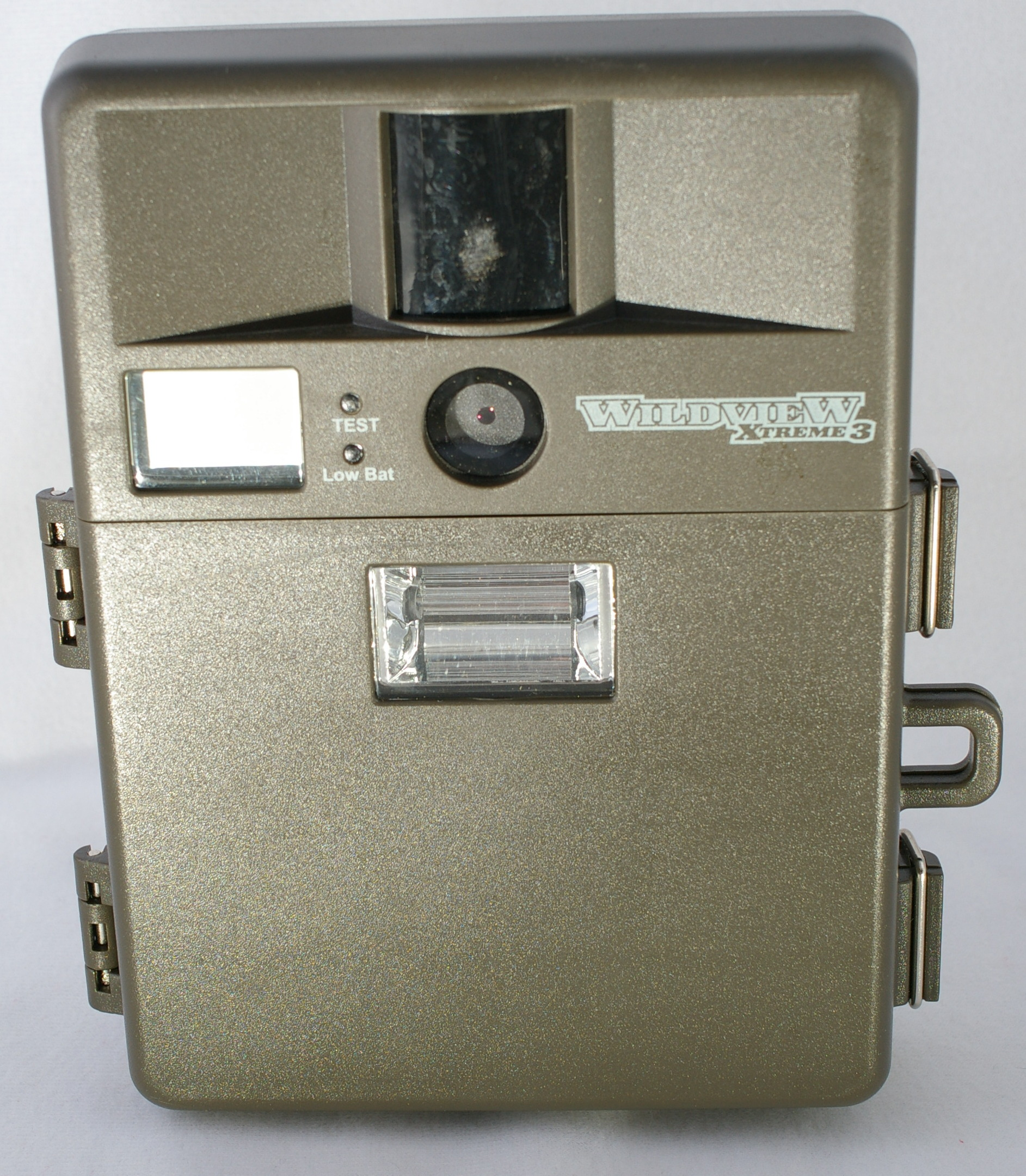
Appareil photographique permettant de faire des pièges photographiques.

Un piège photographique est un dispositif permettant de faire des photographies d'êtres vivants sans intervention humaine.

## Les différents types de pièges photographiques
L'appareil photo se déclenche automatiquement selon divers procédés : 
- Il peut être muni d'un capteur de contact. L'animal touche le capteur et déclenche la photographie. Un type similaire est le capteur de vibrations, qui capte les vibrations et qui est plus souvent utilisé pour de gros animaux.
- Il peut être muni d'un capteur photosensible : c'est alors l'ombre du sujet qui déclenche l'appareil.
- Il peut utiliser une barrière infrarouge ou laser : lorsque l'animal traverse cette barrière, la photo est prise. Des modèles très précis permettent une triangulation pour déclencher l'appareil photo lorsque le sujet est au centre du cadre[2].

D'autres modèles sont équipés de trois capteurs latéraux ultra-sensibles permettant un déclenchement ultra-rapide et un angle de vue plus large.

## Utilisation
Le piège photographique permet de photographier des sujets non perturbés par la présence humaine, « au naturel ». Il est également très utilisé dans le cadre de la recherche scientifique sur des animaux très discrets et permet le comptage des espèces d'une aire géographique donnée. De manière fortuite, le piège photographique a également permis de découvrir de nouveaux animaux.
Mais également la sécurité des particuliers.
L'utilisation première des pièges photographiques consiste en une utilisation pour la chasse, l'observation animale et bien sûr la recherche scientifique. Sa grande mobilité, son autonomie et ses caractéristiques le rendant facilement utilisable en extérieur, de nombreux amoureux de la nature exploitent ce type d'appareil pour prendre des photos d'animaux.
D’autres applications dérivées existent également, notamment comme alternative plus discrète aux caméras de surveillance pour la prévention de vols dans des entrepôts, locaux ou maisons individuelles.

## Technologie
Depuis quelques années, et avec les progrès de la technologie, les pièges photographiques ont vu leurs capacités augmentées. En effet, en plus de la fonction photo basique, certains modèles sont dotés d'un système de prise de vidéo avec audio.
Il existe également des appareils dont les systèmes sont parfaitement silencieux et qui n'émettent aucune lumière visible grâce à des diodes électroluminescentes émettant des infrarouges. Ainsi, ces modèles sont indétectables par les animaux. Ces appareils peuvent donc prendre des photos également la nuit, mais en noir et blanc.
Enfin, certains modèles disposent d'un système les reliant au réseau GSM, ils sont donc capables d'envoyer en direct les clichés pris, et permettent à l'utilisateur d'avoir une vue en temps réel de la scène.

## Applications
Le jeu mobile Unseen Empire invite les joueurs à se mettre à la place d'un chercheur qui installe des pièges photographiques en Asie du Sud-Est. Le jeu est basé sur le réseau réel de pièges photographiques et vise à faire comprendre les enjeux de conservation.
Le programme de science participative Wild Mont-Blanc est un projet mené par le Centre de Recherches sur les Écosystèmes d’Altitude (CREA Mont-Blanc) qui propose aux internautes d'identifier des espèces par observation des photos issues des pièges photographiques. L'objectif est de mieux comprendre comment les espèces alpines s'adaptent aux changements de leur environnement. Un programme de machine learning est associé au projet pour optimiser les efforts d'observation.